# Monaeses tuberculatus
Monaeses tuberculatus es una especie de araña cangrejo del género Monaeses, familia Thomisidae. Fue descrita científicamente por Thorell en 1895.

## Distribución
Esta especie se encuentra en Birmania.